# عصبية (نظرية)
نظرية العصبية العصبية أو العصبة هي الوعي الجماعي والتضامن والولاء القبلي أو الوطني أو الحس المجتمعي. «هي التي تجعل من جماعة (معينة)، جماعة قوية»،  أنها لا تعني مطلق الجماعة بحد ذاتها وإنما الأفراد الذين تجمع بينهم رابطة الدم أو رابطة الحلف أو الولاء بالإضافة إلى شرط الملازمة بينهم من أجل أن يتم التفاعل الاجتماعي، وتبقى مستمرة ومتفرعة بوجود هؤلاء الأفراد واستمرار تناسلهم، فينشأ بين أفرادها شعور يؤدي إلى المحاماة والمدافعة وهم يتعصبون لبعضهم حينما يكون هناك داع للتعصب، ويشعر الفرد بأنه جزء لا يتجزأ من أهل عصبته، وفي هذه الحالة يفقد شخصيته الفردية بحيث تذوب في شخصية الجماعة، وهو شعور جماعي مشترك لدى أفراد العصبة فهو ذو صبغة جمعية أساسية بين الفرد والمجموعة، وليس بين فرد وآخر فقط، وفي حال تعرض العصبة إلى عدوان فيظهر في هذه الحالة «الوعي» بالعصبية، وهذا «الوعي العصبي» هو الذي يشد أفراد العصبة إلى بعضهم وهو ما يسميه ابن خلدون «بالعصبية» التي بها تكون الحماية والمدافعة والمطالبة وكل أمر يجتمع عليه. وبهذا تكون العصبية أساس نهوض أو أفول الحضارة: حيت تكون العصبية أقوى مع بداية الحضارة وتضعف مع تقدمها إلى أن تزيحها عصبية أقوى وتأسس حضارة جديدة.

## نظرية العصبية في كتاب المقدمة
يخصص ابن خلدون الفصل الثالث من المقدمة للدول والملك والخلافة ومراتبها وأسباب وكيفية نشوئها وسقوطها، مؤكدا أن الدعامة الأساسية للحكم تكمن في العصبية. والعصبية عنده أصبحت مقولة اجتماعية احتلت مكانة بارزة في مقدمته حتى اعتبرها العديد من المؤرخين مقولة خلدونية بحتة، وهم محقون في ذلك لأن ابن خلدون اهتم بها اهتماما بالغا إلى درجة أنه ربط كل الأحداث الهامة والتغييرات الجذرية التي تطرأ على العمران البدوي أو العمران الحضري بوجود أو فقدان العصبية. كما أنها في رأيه المحور الأساسي في حياة الدول والممالك. ويطنب ابن خلدون في شرح مقولته تلك، مبينا أن العصبية نزعة طبيعية في البشر مذ كانوا، ذلك أنها تتولد من النسب والقرابة وتتوقف درجة قوتها أو ضعفها على درجة قرب النسب أو بعده. ثم يتجاوز نطاق القرابة الضيقة المتمثلة في العائلة ويبين أن درجة النسب قد تكون في الولاء للقبيلة وهي العصبية القبلية . ومن هذا الباب الولاء والحلف إذ نصرة كل أحد من أحد على أهل ولائه وحلفه للألفة التي تلحق النفس في اهتضام جارها أو قريبها أو نسيبها بوجه من وجوه النسب، وذلك لأجل اللحمة الحاصلة من الولاء. أما إذا أصبح النسب مجهولا غامضا ولم يعد واضحا في أذهان الناس، فإن العصبية تضيع وتختفي هي أيضا. . بمعنى أن النسب إذا خرج عن الوضوح انتفت النعرة التي تحمل هذه العصبية، فلا منفعة فيه حينئذ. هذا ولا يمكن للنسب أن يختفي ويختلط في العمران البدوي، وذلك أن قساوة الحياة في البادية تجعل القبيلة تعيش حياة عزلة وتوحش، بحيث لا تطمح الأمم في الاختلاط بها ومشاركتها في طريقة عيشها النكداء، وبذلك يحافظ البدو على نقاوة أنسابهم، ومن ثم على عصبيتهم.
. الصريح من النسب انما يوجد للمتوحشين في القفر. وذلك لما اختصوا به من نكد العيش وشظف الأحوال وسوء الموطن، حملتهم عليها الضرورة التي عينت لهم تلك القسمة. فصار لهم ألفا وعادة، وربيت فيهم أجيالهم. فلا ينزع إليهم أحدا من الأمم أن يساهم في حالهم، ولا يأنس بهم أحد من الأجيال. فيؤمن عليهم لأجل ذلك منت اختلاط انسابهم وفسادها. أما إذا تطورت حياتهم وأصبحوا في رغد العيش بانضمامهم إلى الأرياف والمدن، فإن نسبهم يضيع حتما بسبب كثرة الاختلاط ويفقدون بذلك عصبيتهم. . ثم يقع الاختلاط في الحواضر مع العجم وغيرهم وفسدت الانساب بالجملة ثمرتها من العصبية فاطرحت ثم تلاشت القبائل ودثرت فدثرت العصبية مدثورها وبقي ذلك في البدو كما كان. وهكذا نخلص للقول في هذا الصدد بأن العصبية تكون في العمران البدوي وتفقد في العمران الحضري.
العصبية والسلطة في مرحلة العمران البدوي
بعد أن تعرض ابن خلدون لمفهوم العصبية وأسباب وجودها أو فقدانها، انتقل إلى موضوع حساس وهام، مبينا دور العصبية فيه، ألا وهو موضوع «الرئاسة» الذي سيتطور في (العمران الحضري) إلى مفهوم الدولة. فأثناء مرحلة «العمران البدوي» يوجد صراع بين مختلف العصبيات على الرئاسة ضمن القبيلة الواحدة، أي ضمن العصبية العامة حيث:
| عصبية (نظرية) | ان كل حي أو بطن من القبائل، وان كانوا عصابة واحدة لنسبهم العام، ففيهم أيضا عصبيات أخرى لأنساب خاصة هي أشد التحاما من النسب العام لهم مثل عشير واحد أو أهل بيت واحد أو أخوة بني أب واحد، لا مثل بني العم الأقربين أو الأبعدين، فهؤلاء أقعد بنسبهم المخصوص، ويشاركون من سواهم من العصائب في النسب العام، والنعرة تقع من أهل نسبهم المخصوص ومن أهل النسب العام، إلا أنها في النسب الخاص أشد لقرب اللحمة | عصبية (نظرية) |

. ومن هنا ينجم التنافس بين مختلف العصبيات الخاصة على الرئاسة، تفوز فيه بطبيعة الحال العصبة الخاصة الأقوى التي تحافظ على الرئاسة إلى أن تغلبها عصبة خاصة أخرى وهكذا.
| عصبية (نظرية) | ولما كانت الرئاسة انما تكون بالغلب، وجب أن تكون عصبة ذلك النصاب أي أهل العصبية الخاصة أقوى من سائر العصبيات ليقع الغلب بها وتتم الرئاسة لأهلها. فهذا هو سر اشتراط الغلب في العصبة، ومنه تعين استمرار الرئاسة في النصاب المخصوص | عصبية (نظرية) |

يحدد ابن خلدون مدة وراثة الرئاسة ضمن العصبية القوية بأربعة أجيال على العموم، أي بحوالي 120 سنة في تقديره.
| عصبية (نظرية) | ذلك بأن باني المجد عالم بما عاناه في بنائه ومحافظ على الخلال التي هي سبب كونه وبقائه، وبعده ابن مباشر لأبيه قد سمع منه ذلك وأخذ عنه، إلا أنه مقصر في ذلك تقصير السامع بالشئ عن المعاين له ثم إذى جاء الثالث كان حظه في الاقتفاء والتقليد خاصة فقصر عن الثاني تقصير المقلد عن المجتهد ثم إذا جاء الرابع قصر عن طريقتهم جملة وأضاع الخلال الحافظة لبناء مجدهم واحتقرها وتوهم أن أمر ذلك البنيان لم يكن بمعاناة ولاتكلف، وإنما هو أمر واجب لهم منذ أول النشأة بمجرد انتسابهم وليس بعصبية. واعتبار الأربعة من الأجيال الأربعة بان ومباشر ومقلد وهادم | عصبية (نظرية) |

وبذلك ينهي ابن خلدون نظريته المتعلقة باسلطة أثناء مرحلة (العمران البدوي) ويخلص إلى نتيجة أن السلطة في تلكُمُ المرحلة مبنية أساسا على العصبية بحيث لا يمكن أن تكون لها قائمة بدونها.
العصبية والسلطة في العمران الحضري
انطلاقا من نظريته السابقة المتعلقة بدور العصبية في الوصول إلى الرئاسة في المجتمع البدوي، واصل ابن خلدون تحليله على نفس النسق فيما يتعلق بالسلطة في المجتمع الحضري مبينا أن العصبية الخاصة بعد استيلائها على الرئاسة تطمح إلى ما هو أكثر، أي إلى فرض سيادتها على قبائل أخرى بالقوة، وعن طريق الحروب والتغلب للوصول إلى مرحلة الملك (. وهذا التغلب هو الملك، وهو أمر زائد على الرئاسة. فهو التغلب والحكم بالقهر، وصاحبالعصبية إذا بلغ رتبة طلب ما فوقها). معتمدا في تحقيق ذلك أساسا وبالدرجة الأولى على العصبية حيث أن (الغاية التي تجري إليها العصبية هي الملك). فهذه اذن المرحلة الأولى في تأسيس الملك أو الدولة، وهي مرحلة لا تتم إلا من خلال العصبية.
بالوصول إلى تلك المرحلة يبدأ (العمران الحضري) شيئا فشيئا وتصبح السلطة الجديدة تفكر في تدعيم وضعها آخذة بعين الاعتبار جميع العصبيات التابعة لها، وبذلك فانها لم تعد تعتمد على عامل النسب بل على عوامل اجتماعية وأخلاقية جديدة، يسميها ابن خلدون (الخلال). هنا تدخل الدولة في صراع مع عصبيتها، لأن وجودها أصبح يتنافي عمليا مع وجود تلك العصبية التي كانت في بداية الأمر سببا في قيامها، (يتراءى لنا مبدأ نفي النفي في المادية الجدلية<إضافة رابط المادية الجدلية ان وجد>). ومع نشوء يتخطى الملك عصبيته الخاصة، ويعتمد على مختلف العصبيات. وبذلك تتوسع قاعدة الملك ويصبح الحاكم أغنى وأقوى من ذي قبل، بفضل توسع قاعدة الضرائب من ناحية، والأموال التي التي تدرها الصناعات الحرفية التي التي تنتعش وتزدهر في مرحلة (العمران الحضري) من ناحية أخرى.
لتدعيم ملكه يلجأ إلى تعويض القوة العسكرية التي كانت تقدمها له العصبية الخاصة أو العامة (القبيلة) بإنشاء جيش من خارج عصبيته، وحتى من عناصر أجنبية عن قومه، وإلى اغراق رؤساء قبائل البادية بالأموال، وبمنح الإقطاعات كتعويض عن الامتيازات السياسية التي فقدوها. وهكذا تبلغ الدولة الجديدة قمة مجدها في تلك المرحلة، ثم تأخذ في الانحدار حيث أن المال يبدأ في النفاذ شيئا فشيئا بسبب كثرة الإنفاق على ملذات الحياة والترف والدعة. وعلى الجيوش ومختلف الموظفين الذين يعتمد عليهم الحكم. فيزيد في فرض الضرائب بشكل مجحف، الشئ الذي يؤدي إلى إضعاف المنتجين، فتتراجع الزراعة وتنقص حركة التجارة، وتقل الصناعات، وتزداد النقمة وبذلك يكون الحكم قد دخل مرحلة بداية النهاية، أي مرحلة الهرم التي ستنتهي حتما بزواله وقيام ملك جديد يمر بنفس الأطوار السابقة اغلتي يجملها ابن خلدون في خمسة أطوار. (. وحالات الدولة وأطوارها لا تعدو في الغالب خمسة أطوار.
- الطور الأول طور الظفر بالبغية، وغلب المدافع والممانع، والاستيلاء على الملك وانتزاعه من أيدي الدولة السالفة قبلها.فيكون صاحب الدولة في هذا الطور أسوة بقومه في اكتساب المجد وجباية المال والمدافعة عن الحوزة والحماية لا ينفرد دونهم بشيء لأن ذلك هو مقتضى العصبية التي وقع بها الغلب، وهي لم تزل بعد بحالها.
- الطور الثاني طور الاستبداد على قومه والانفراد دونهم بالملك وكبحهم عن التطاول للمساهمة والمشاركة.ويكون صاحب الدولة في هذا الطور معنيا باصطناع الرجال واتخاذ الموالي والصنائع والاستكثار من ذلك، لجدع أنوف أهل عصبيته وعشيرته المقاسمين له في نسبه، الضاربين في الملك بمثل سهمه.فهو يدافعهم عن الأمر ويصدهم عن موارده ويردهم على أعقابهم أن بخلصوا إليه حتى يقر الأمر في نصابه
- الطور الثالث طور الفراغ والدعة لتحصيل ثمرات الملك مما تنزع طباع البشر إليه من تحصيل المال وتخليد الآثار وبعد الصيت، فسيتفرغ وسعه في الجباية وضبط الدخل والخرج، وإحصاء النفقات والقصد فيها، وتشييد المباني الحافلة والمصانع العظيمة، والامصار المتسعة، والهياكل المرتفعة، وإجازة الوفود من أشرف الأمم ووجوه القبائل وبث المعروف في أهله. هذا مع التوسعة على صنائعه وحاشيته في أحوالهم بالمال والجاه، واعتراض جنوده وادرار ارزاقهم وانصافهم في اعطياتهم لكل هلال، حتى يظهر أثر ذلك عليهم ذلك في ملابسهم وشكتهم وشاراتهم يوم الزينة.وهذا الطور آخر أطوار الاستبداد
- الطور الرابع طور القنوع والمسالمة ويكون صاحب الدولة في هذا قانعا بما أولوه سلما لأنظاره من الملوك واقتاله مقلدا للماضين من سلفه. ويرى أن الخروج عن تقليده فساد أمره وأنهم أبصر بما بنوا من مجده.
- الطور الخامس طور الإسراف والتبذير ويكون صاحب الدولة في هذا الطور متلفا لما جمع أولوه في سبيل الشهوات والملاذ والكرم على بطانته وفي مجالسه، واصطناع أخدان السوء وخضراء الدمن، وتقليدهم عظيمات الأمور التي لا يستقلون بحملها، ولايعرفون ما يأتون ويذرون منها، مستفسدا لكبار الأولياء من قومه وصنائع سلفه، حتى يضطغنوا عليه ويتخاذلوا عن نصرته، مضيعا من جنده بما أنفق من أعطياتهم في شهواتهم. وفي هذا الطور تحصل في الدولة طبيعة الهرم، ويستولي عليها المرض المزمن الذي لا تكاد تخلص منه.أي أن تنقرض).(المقدمة)

وإذن فإن تحليل ابن خلدون بولادة ونمو وهرم الدولة هو ذو أهمية بالغة، لأنه ينطلق من دراسة الحركة الداخلية للدولة المتمثلة في العصبية، تلك المقولة الاجتماعية والسياسية التي تعتبر محور كل المقولات والمفاهيم الخلدونية. فقد اعتمد عليها اعتمادا أساسيا في دراسته الجدلية لتطور المجتمعات الإنسانية (العمران البشري) وكأنه يبشر منذ القرن الرابع عشر بما اصطلح على تسميته في أواخر القرن التاسع عشر وأوائل القرن العشرين بالمادية الجدلية. وفي غمرة انطلاقت العلمية الرائعة الرائدة وضع إصبعة على العصب الحساس والرئيسي، وان لم يكن الوحيد في تطور (العمران البشري) ألآ وهو الاقتصاد.

## بعض الأمثلة التطبيقية

### مجتمع الملايو
عمومًا مجتمع الملايو المسلم في ماليزيا هو مجتمع ذو طيبة وطبيعة حداثية،  لكنه يعيش عدة تحديات على المستوى الأقتصادي والديني والتعليمي وسيرورة الإندماج،  طبقًا لنظرية يمكن مواجهة هذه التحديات أو تجاوزها عن طريق الرفع من حس التجانس الاجتماعي داخل المجتمع وأحد أهم الخطوات لبناء هذا الحس هي تعلم تقبل الأخر وأحترام رأيه بغض النظر عن لونه أو أصله أو ولائه السياسي أو فهمه الديني تحث مظلة القانون وبتوافق مع الشريعة الإسلامية، وبالإضافة إلى الاهتمام الحالي للملايو بالسياسة يجب دفعهم نحو اهتمامات أخرى ومجالات من شأنها أن تقوي المجتمع كالتعليم والفقه والاقتصاد.

### الثورة التونسية
الثورة التونسية أسقطت نطام بن على وأزالت عصبتيه المتهالكة. لكن فيما يخص الحالة التونسية لم تستبدل عصبية بأخرى لأن الثورة لم تكن ثورة حزب أو طائفة، بل كانت ثورة شعبية عارمة بدون عصبية وبهذا تكون دورة التاريخ حسب ابن خلدون قد بدأت من جديد والعصبية السائدة في تونس هي في حالة ظهور لكنها لم تتشكل بعد، حتى حدود الساعة وكتابة هذه الأسطر.

### ليبيا

#### ليبيا السنوسية
كثيرا ما يتم فهم نظرية العصبية بشكل خاطئ حين يتم ربطها بشكل رئيسي بالغلبة القبلية. فيما هي خليط من عدة عوامل قد تكون القبلية خارجها، ليبيا السنوسية خير مثال على ذلك،  تأسست ليبيا السنوسية سنة 1837 على يد محمد بن على السنوسي الذي تعود أصوله إلى مستغانم بالجزائر وأنه لمن الغريب أن يولي الليبيون عليهم شخصًا من أصول غير ليبية.  لكن الحركة السنوسية التي اتخذت من إقليم برقة مقراً لها كانت لها عدة أراء سياسية كرفض الوجود الأجنبي ومحاربة الفساد إضافة إلى أنها كانت مدرسة دينية مستقلة عن المدارس الأخرى (الوهابية، الأزهر، الزيتونة...). كل هذا سمح لسنوسية بجمع القبائل وتكوين عصبية مبنية على الوطنية الليبية مستغلة الوضع الناتج عن عدم وجود سلطة سياسية أو دينية في ذاك الوقت. 

#### إنقلاب 1969
خير تمثل للفكر الخلدوني هو انقلاب 1969، فمع بداية 1960 بدأ النظام السنوسي يعيش أزمة. حيث أن هذا النظام مرهون للقوى الأجنبية غير قادر على الإصلاح، كما برز بدوره السلبي خلال حرب الستة أيام.  وطبقًا لنظرية العصبية استعادة القوى القبلية بهذا الإنقلاب دورها وأعيدت دورة التاريخ من جديد في ليبيا حيث أنه من بين الضباط 112 الذين قادوا الانقلاب 95% ينتمون للقبائل الليبية و 75% من خلفية بدوية، من جهة أخرى العصبية التي كانت تربط القبائل بالنظام زالت والسنوسية خيبت ظن القبائل التي لم تبدي ردة فعل عكسية إزاء الانقلاب.

## الأصل

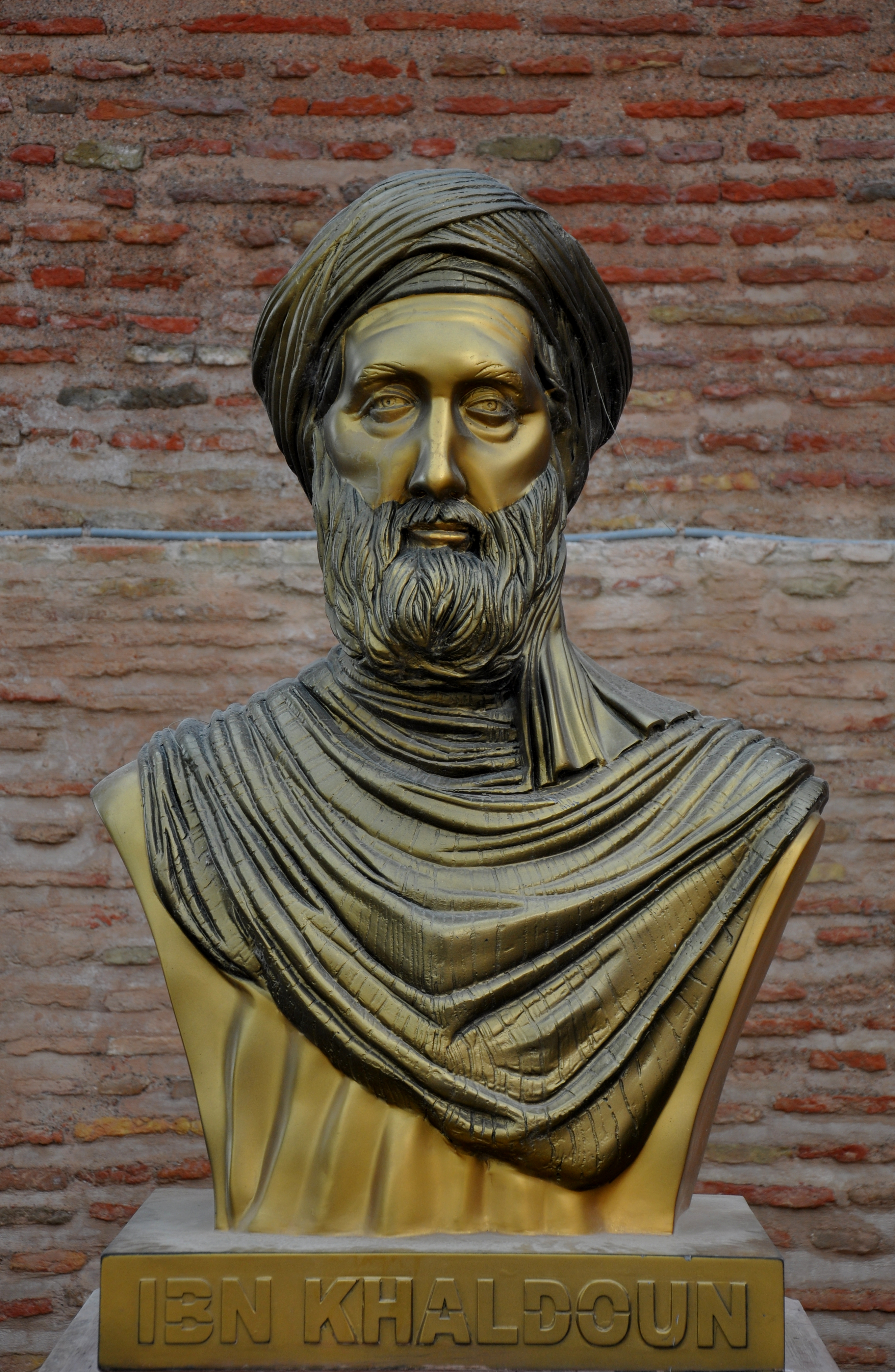
تمثال نصفي لابن خلدون (1332–1406) في مدخل قصبة بجاية، الجزائر

قصد ابن خلدون بالعصبية "الشعور الجماعي" أو "التماسك الاجتماعي" في إطار مفهوم للتضامن الاجتماعي مع التركيز على الوحدة والوعي الجماعي [الإنجليزية] والشعور بالهدف المشترك والتماسك الاجتماعي، وقد استُخدم في الأصل في سياق القبلية والعشائرية. في العصر الحديث، يشبه هذا بشكل عام التضامن. ومع ذلك، فإنه غالبًا ما يرتبط سلبًا لأنه قد يشير أحيانًا إلى القومية أو الحزبية أو حتى الطائفية، أي الولاء للمجموعة بغض النظر عن الظروف.
كان هذا المفهوم مألوفًا ويُستخدم للإشارة إلى العصر الجاهلي، لكنه أصبح شائعًا في مقدمة ابن خلدون، حيث وصفه بأنه الرابطة الأساسية للمجتمع البشري والقوة الدافعة الأساسية للتاريخ، نقيًا فقط في شكله البدوي. زعم ابن خلدون أن العصبية دورية وترتبط ارتباطًا مباشرًا بصعود وسقوط الحضارات: فهي تكون في أقوى حالاتها في بداية الحضارة، ثم تتراجع مع تقدم الحضارة، ثم تأخذ مكانها عصبية أخرى أكثر إقناعًا في النهاية للمساعدة في تأسيس حضارة مختلفة.
يصف ابن خلدون العصبية بأنها رابطة التماسك بين البشر في مجتمع مكون للمجموعة. توجد هذه الرابطة في أي مستوى من الحضارة، من المجتمع البدوي إلى الدول والإمبراطوريات. العصبية تكون في أقوى حالاتها في المرحلة البدوية، وتنخفض مع تقدم الحضارة. ومع تراجع هذا التوجه، قد تحل محلها عصبية أخرى أكثر إقناعًا؛ وبالتالي، تزدهر الحضارات وتسقط، ويصف التاريخ هذه الدورات أثناء تطورها.
يرى ابن خلدون أن بعض السلالات (أو الحضارة) تحمل في داخلها بذور سقوطها. ويوضح أن البيوت الحاكمة (السلالات) تميل إلى الظهور على أطراف الإمبراطوريات القائمة وتستخدم العصبية الأقوى الموجودة في مناطقها لصالحها، من أجل إحداث تغيير في القيادة. وهذا يعني أن الحكام الجدد يُعتبرون في البداية "برابرة" مقارنة بالحكام السابقين. وبينما يؤسسون أنفسهم في مركز إمبراطوريتهم، فإنهم يصبحون متراخين بشكل متزايد، وأقل تنسيقًا وانضباطًا ويقظة، وأكثر اهتمامًا بالحفاظ على قوتهم وأسلوب حياتهم الجديد. وتتحول عصبيتهم إلى انقسامات وفردانية، مما يقلل من قدرتهم كوحدة سياسية. وبالتالي يتم خلق الظروف التي تمكن سلالة جديدة من الظهور على هامش سيطرتهم، وتنمو وتقوى، وتؤثر على التغيير في القيادة، مما يؤدي إلى استمرار الدورة. ويذكر ابن خلدون في المقدمة أيضًا أن "السلالات لها عمر طبيعي مثل الأفراد"، وأن أي سلالة لا تدوم عمومًا أكثر من ثلاثة أجيال، مدة كل منها حوالي 40 عامًا.